# Річиця (Ковельський район)
Рі́чиця — село в Україні, у Ковельському районі Волинської області. Населення становить 1285 осіб.
Від 9 жовтня 2016 року село входить до складу Забродівської сільської територіальної громади.

## Географія
Село розташоване на правому березі річки Прип'ять.

## Історія
У 1906 році село Хотешівської волості Ковельського повіту Волинської губернії. Відстань від повітового міста 78 верст, від волості 15. Дворів 258, мешканців 1774.

## Населення
Згідно з переписом УРСР 1989 року чисельність наявного населення села становила 1266 осіб, з яких 643 чоловіки та 623 жінки.
За переписом населення України 2001 року в селі мешкали 1282 особи.

### Мова
Розподіл населення за рідною мовою за даними перепису 2001 року:
| Мова       | Відсоток |
| ---------- | -------- |
| українська | 99,30 %  |
| російська  | 0,47 %   |
| білоруська | 0,23 %   |

## Відомі люди
- Кобець Іван — командир сотні у ВО «Турів» УПА-Північ, лицар Золотого хреста бойової заслуги 1 класу.